# قائمة أحداث موضة

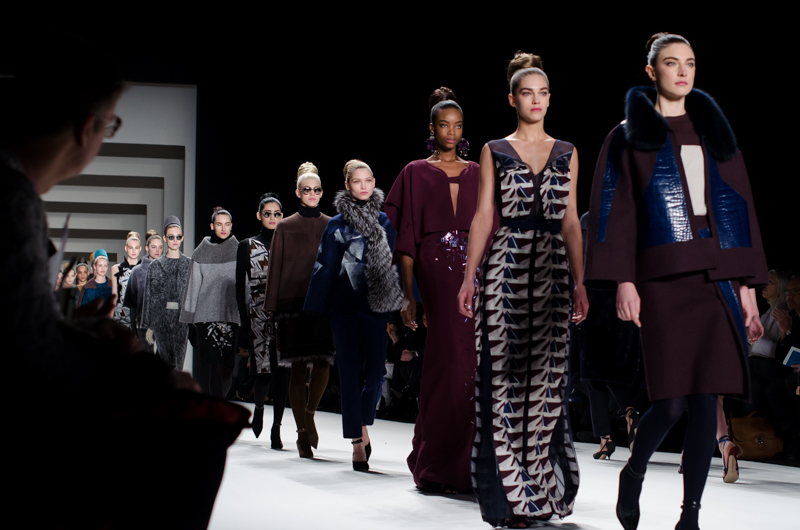
عارضات أزياء يسير على المدرج في معرض كارولينا هيريرا لخريف / شتاء 2014 في أسبوع الموضة في نيويورك ، فبراير 2014..

هذه هي قائمة أسابيع الموضة / الأحداث / العروض التي تقام سنويا أو مرتين في السنة في جميع أنحاء العالم. هناك خمسة أحداث رئيسية في العالم: أسبوع الموضة في لندن، أسبوع الموضة في ميلانو، أسبوع الموضة في نيويورك، أسبوع الموضة في باريس وأسبوع الموضة العربي. من بين أسابيع الموضة الأكثر شعبية هو أسبوع الموضة في فانكوفر، أسبوع الموضة في روسيا. في حين أن مشهد الأزياء يتحول أكثر فأكثر في القرن الحادي والعشرين، فإن مراكز أخرى مثل برلين ولوس أنجلوس ومدريد وروما وساو باولو وشانغهاي وطوكيو تستضيف أسابيع أزياء مهمة وأحداث أخرى.

## أفريقيا

### بوتسوانا
- أسبوع غابورون للأزياء

### ساحل العاج
- أسبوع الموضة في كوت ديفوار

### مصر
- مهرجان القاهرة للأزياء
- مجموعات الأزياء الراقية في القاهرة
- أسبوع الموضة في القاهرة
- الأزياء في بيروت - القاهرة

### كينيا
- أسبوع الموضة في نيروبي

### مالاوي
- أزياء ملاوي اديشن

### نيجيريا
- أسبوع الموضة في هياتي
- أسبوع الموضة في لاغوس
- أسبوع الموضة الدولي في بورت هاركورت

### جنوب أفريقيا
- أسبوع الموضة في جنوب أفريقيا
- AFI Fashion Week
- أسبوع سويتو للموضة

## أمريكيا الجنوبية

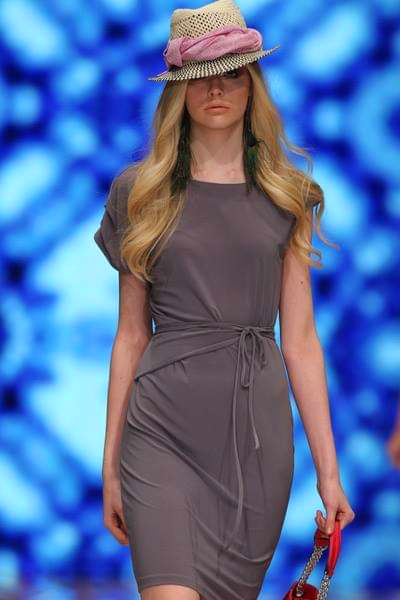
عارضة الأزياء بريانا الكينز خلال أسبوع الموضة في تورونتو.

### الأرجنتين
- أسبوع الموضة في بوينس آيرس
- أسبوع الموضة في قرطبة
- أسبوع الموضة في مندوزا
- أسبوع الموضة في سانتا في

### بوليفيا
- أسبوع بوليفيا للموضة